# 康斯坦丝·瑞德
康斯坦丝·瑞德（英語：Constance Reid，1918年1月3日—2010年10月14日，娘家姓 Bowman）是一位美国数学科普作家和传记作家，她的妹妹朱莉娅·罗宾逊和妹夫拉斐爾·米切爾·羅賓遜都是数学家，主要作品有《希尔伯特——数学世界的亚历山大》（Hilbert）、《奈曼——来自生活的统计学家》（Neyman）等。